# فرانك باريت
فرانك باريت (بالإنجليزية: Frank Barrett)‏ هو لاعب كرة قدم بريطاني (وحمل سابقاً جنسية المملكة المتحدة لبريطانيا العظمى وأيرلندا) في مركز حراسة المرمى، ولد في 2 أغسطس 1872 في دندي في المملكة المتحدة، وتوفي في 22 مارس 1907. شارك مع منتخب اسكتلندا لكرة القدم. أما مع النوادي، فقد لعب مع مانشستر سيتي ومانشستر يونايتد ونادي أبردين ونادي دندي وNew Brighton Tower F.C. ‏ ونادي اربوراث.